# 田村一博
田村 一博（たむら かずひろ、1964年10月21日- ）は、日本の編集者、ライター、コラムニスト、ラグビー解説者、ラグビージャーナリスト。熊本県出身。

## 略歴
早稲田大学卒業後、1989年、ベースボール・マガジン社に入社。大学ではラグビー同好会に入りそこでラグビーに初めて出会う。ポジションはフッカー。
その後ラグビーマガジン編集部・週刊ベースボール編集部にそれぞれ4年間務めて、1997年、ラグビーマガジンの編集長に就任。
2024年1月31日、26年間務めたラグビーマガジン編集長を退任した。同年6月、開設されたラグビー情報ウェブサイトJust RUGBYの編集長に就任。